# رونوشت کاربنی
رونوشت کاربنی (به انگلیسی: Carbon copy) که CC سرواژهٔ عبارت انگلیسی آن است و به‌طور مخفف از آن استفاده می‌شود. CC یک روش برای ارسال رایانامه به افراد دیگر است به طوری که نام افرادی که در CC می‌نویسیم علاوه‌بر گیرندهٔ اصلی رایانامه شما را دریافت میکنند .
به‌طور کلی برای ارسال رایانامه در سه قسمت می‌توانید آدرس رایانامه‌های افراد دریافت کننده را وارد کنید:
۱) در قسمت "To" که گیرنده اصلی نامه است.
۲) در قسمت "CC" کسی است که می‌خواهید علاوه برگیرنده اصلی رایانامه شما را دریافت کند (یک رونوشت نامه).
۳) در قسمت "BCC" شخصی است که بدون اطلاع دیگر دریافت کنندگان (to ,cc) رایانامه شما را دریافت می‌کند (یعنی کسانی که در to و cc هستند ایمیل فردی که در bcc نوشته شده را نمی‌بینند).Sugma